# Samuel Wełyczko
Samuel Wełyczko (ukr. Самійло Васильович Величко), Samuel Wieliczko (ur. 1670 r. we wsi Żuki pod Połtawą, zm. po 1728 tamże) – sekretarz hetmana kozackiego Iwana Mazepy, kronikarz ruski.
Pochodził z rodziny kozackiej. Studiował w Akademii Kijowsko-Mohylańskiej. Od przełomu lat 80./90. XVII w. rozpoczął karierę kancelaryjną. Od 1705 kancelista Generalnej Kancelarii Wojskowej Hetmanatu. Był pisarzem hetmańskim i sekretarzem hetmana Iwana Mazepy, prowadząc politykę zagraniczną Hetmanatu. Po upadku hetmana, jako jego bliski współpracownik, w latach 1708-1715 w carskim więzieniu. Doskonały znawca ówczesnych stosunków dyplomatycznych, czemu dał wyraz w spisanej przez siebie kronice, obejmującej okres od czasów najdawniejszych, do początków XVIII wieku Kronika wydana została przez komisję archeologiczną w Kijowie, w latach 1854-1855 w dwóch tomach.

## Prace
- Самійло ВЕЛИЧКО ЛІТОПИС Samuel Wełyczko Litopys (ukr.)